# 아름다운 날들 (2016년 영화)
《아름다운 날들》(영어: Their Finest)은 영국에서 제작된 로네 셰르피 감독의 2016년 전쟁 코미디 드라마 영화이다. 제마 아터턴 등이 출연하였고, 어맨다 포지 등이 제작에 참여하였다.

## 출연진
- 제마 아터턴
- 샘 클래플린
- 잭 휴스턴
- 헬렌 매크로리
- 에디 마선
- 레이철 스털링
- 리차드 E. 그랜트
- 폴 리터
- 제러미 아이언스
- 헨리 굿맨
- 나탈리아 류미나
- 리베카 세어
- 패트릭 깁슨

〈더 낸시 스탈링〉 출연진
- 빌 나이
- 제이크 레이시
- 클로디아 제시
- 스테퍼니 하이엄

## 기타 제작진
- 총괄 제작: 쉬기 카마사, 크리스틴 랭언
- 라인 제작: 짐 스펜서
- 미술: 앨리스 노밍턴